# Carlos Campos (meksykański piłkarz)
Carlos Alberto Campos Ávila (ur. 13 kwietnia 1992 w mieście Meksyk) – meksykański piłkarz występujący na pozycji środkowego pomocnika, obecnie zawodnik Pumas UNAM.

## Kariera klubowa
Campos pochodzi ze stołecznego miasta Meksyk i jest wychowankiem akademii juniorskiej tamtejszego klubu Pumas UNAM. Do pierwszej drużyny został włączony jako siedemnastolatek przez brazylijskiego szkoleniowca Ricardo Ferrettiego, pierwszy mecz rozgrywając w niej w ramach rozgrywek Ligi Mistrzów CONCACAF. W meksykańskiej Primera División zadebiutował 14 kwietnia 2010 w zremisowanym 0:0 spotkaniu derbowym z Américą. W wiosennym sezonie Clausura 2011 zdobył z ekipą Pumas tytuł mistrza Meksyku, lecz pozostawał wówczas głębokim rezerwowym zespołu, nie rozgrywając w jego barwach żadnego spotkania i występował wyłącznie w drugoligowych rezerwach – Pumas Morelos.
| Sezon     | Klub       | Kraj   | Rozgrywki | Mecze | Bramki |
| --------- | ---------- | ------ | --------- | ----- | ------ |
| 2009/2010 | Pumas UNAM | Meksyk | Liga MX   | 3     | 0      |
| 2010/2011 | Pumas UNAM | Meksyk | Liga MX   | 0     | 0      |
| 2011/2012 | Pumas UNAM | Meksyk | Liga MX   | 12    | 0      |
| 2012/2013 | Pumas UNAM | Meksyk | Liga MX   | 0     | 0      |
| 2013/2014 | Pumas UNAM | Meksyk | Liga MX   |       |        |

## Kariera reprezentacyjna
W 2009 roku Campos został powołany przez szkoleniowca José Luisa Gonzáleza Chinę do reprezentacji Meksyku U-17 na Młodzieżowe Mistrzostwa Ameryki Północnej. Tam pełnił rolę kluczowego zawodnika swojej drużyny i wystąpił we wszystkich trzech spotkaniach od pierwszej minuty, dwukrotnie wpisując się na listę strzelców; w spotkaniach fazy grupowej z Trynidadem i Tobago (7:0) oraz Gwatemalą (3:0), natomiast jego drużyna zajęła pierwsze miejsce w grupie, kwalifikując się na Mistrzostwa Świata U-17 w Nigerii. Podczas światowego czempionatu również miał pewną pozycję w wyjściowej jedenastce i rozegrał wszystkie cztery mecze, zdobywając gola w grupowej konfrontacji z Japonią (2:0), zaś Meksykanie odpadli ostatecznie z młodzieżowego mundialu w 1/8 finału.